# 12016 Ґрін
12016 Ґрін (12016 Green) — астероїд головного поясу, відкритий 1 грудня 1996 року.
Тіссеранів параметр щодо Юпітера — 3,469.